# Фобурдон
Фобурдо́н (франц. fauxbourdon букв. «ложный бурдон»; позднелат. faburdon, faulxbourdon, также раздельно faulx bourdon) — многозначный музыкальный термин. Два основных значения: 1) техника композиции в многоголосной музыке западной Европы, главным образом, XV—XVI веков; 2) жанр инструментальной музыки в Испании XVI века (особенно в творчестве Антонио де Кабесона).

## Этимология. Первые документальные свидетельства
Определение faulx следует понимать не в смысле «ложный», «фальшивый», а в смысле «воображаемый», «мысленно представляемый», т.о. оно имплицирует факт сочинения на лету, контролируемую импровизацию. Слово bourdon понимается не в смысле органного пункта (см. также Бурдон), а в смысле выдержанного в константный интервал (к заранее выписанному голосу) го́лоса: импровизируемый голос как бы «тянется» за главным, следуя всем изгибам его мелодического рельефа. Существуют и другие этимологические трактовки термина faulxbourdon (и дериватов).
Термин faburdon впервые встречается в анонимных трактатах английского происхождения начала XV века: (на латинском языке) «De origine et effectu musicae» и (на среднеанглийском языке) «The sight of faburden». Техника фобурдона (faulxbourdon, fabordon) в деталях описывается в анонимных трактатах 1476 года. Позже в трактатах теоретиков XV века Иоанна Тинкториса, Гильельмо Монаха (faulxbordon), Адама Фульдского (faulx bordon), Франкино Гафури (faulx bourdon). В нотах термин faulx bourdon впервые встречается в Мессе св. Иакова Гильома Дюфаи (около 1430); рукописная инструкция (в стихах) описывает технику французского фобурдона (см. ниже).

## Английский фобурдон (faburden)
В Англии XV века импровизируемое трёхголосие на основе тенора (оригинальное название голоса — «mean»). Техника фобурдона описывалась как добавление к заранее данному тенору двух других голосов, непосредственно во время исполнения. Нижний по тесситуре голос (называемый «faburden») начинает с тенором в нижнюю квинту, продолжает в нижнюю терцию и заканчивает (в каденции мелодической фразы) вновь в квинту. Верхний голос (называемый «treble») поёт в верхнюю кварту к тенору на всём протяжении композиции. При этом возникает ясно воспринимаемое на слух движение параллельными терцо-секстовыми конкордами («секстаккордами»), кроме иниция и ультим каденций, представленных квинтоктавами. Ныне принято считать, что истоком фобурдона XV века является (не описанная ни в одном из теоретических трактатов) гармонизация тенора в нижнюю терцию в английской музыке XIV века (а возможно, даже раньше), что de facto означает самое раннее в Европе практическое использование обеих терций в качестве несовершенных консонансов. Образцы сохранившихся фобурдонов представляют собой по большей части (анонимную) церковную музыку для процессий: литании, антифоны, гимны, псалмы и библейские песни (особенно магнификаты), где они использовались только в чётных или только в нечётных стихах как альтернатива монодии.

## Французский фобурдон (fauxbourdon)

Дюфаи. Коммунио "Vos qui secuti estis me" из Мессы св. Иакова (ок. 1430) — один из древнейших образцов французского фобурдона. В нотном примере (современная транскрипция) cantus firmus располагается в верхнем голосе (обрабатываемая мелодия обозначена звёздочками; ноты, над которыми звёздочек нет,— оригинальные добавления Дюфаи). Импровизируемый контратенор выписан чёрными головками без штилей. Первые 4 целые ноты (длительности условны, означают отсутствие ритмизации) — обычный для полифонических обработок григорианики монодический зачин; собственно фобурдон стартует с 5-й ноты. Помимо надписи «Tenor faux bourdon» в рукописи есть краткий стих инструктивного содержания: Si trinum queras / a summo tolle figuras // Et simul incipito / dyatessaron insubeundo.

Во Франции, Бургундии и других странах континентальной Европы XV века форма трёхголосной композиции, техника которой такова: к двум выписанным голосам — верхнему по тесситуре (назывался «дискантом», «кантусом», или «сопрано», он же в данной композиции — cantus firmus, транспонированный на октаву выше оригинала) и нижнему по тесситуре («тенору») — присочинялся на лету (позже выписывался) третий, средний по тесситуре голос («контратенор»), — в нижнюю кварту к дисканту и (одновременное условие) в терцию (большую или малую), либо в квинту к тенору. Самое развёрнутое теоретическое (с нотными примерами) описание фобурдона принадлежит Гильельмо Монаху.
Главные особенности звуковысотной структуры в континентальном фобурдоне те же, что в английском: начальный конкорд и ультимы каденций — квинтоктавы (в простейшем случае октавы и примы), внутри текстомузыкальных строк — параллелизм терцсекст («секстаккордов»). В ранних фобурдонах наблюдаются последовательности до пяти параллельных секстаккордов подряд, без каких-либо разрешений. В поздних фобурдонах количество параллельных секстаккордов может достигать десятка и более.
Область применения фобурдона на континенте — многоголосные обработки церковной музыки (псалмовых тонов, гимнов, антифонов), украшавшие традиционное у католиков богослужебное одноголосие . Среди композиторов, писавших в такой технике, Г. Дюфаи (впервые в Мессе св. Иакова, ок 1430; см. нотный пример), Ж. Беншуа, А. Бюнуа, Иоанн Лимбургский; сохранились также многие анонимные фобурдоны.
Взаимоотношение английского и континентального фобурдона — предмет неутихающей полемики в науке начиная со второй половины 1950-х гг..

## Итальянский (falsobordone) и испанский (fabordón) фобурдон
Первоначально четырёхголосная (выписанная в нотах) гармонизация псалмовых тонов католической церкви в Италии и Испании XVI века. Распев псалма (мелодия псалмового тона помещалась в теноре) силлабический, с минимальной орнаментикой в каденциях. При том, что фактура на слух воспринимается как аккордовая, функциональное разделение на мелодию и аккомпанемент, присущее гомофонному складу, здесь отсутствует (как, например, в импропериях Палестрины).
Впоследствии композиционные ограничения по количеству голосов и непременному использованию cantus prius factus отпали. Итальянский фобурдон конца XVI и начала XVII веков (как в «Miserere» и «Benedictus» К. Джезуальдо, в «Оффиции Страстной недели» Л. Виаданы, в «Miserere» Г. Аллегри) — тип вокально-полифонической фактуры, которую отличает моноритмия («нота-против-ноты») и силлабика. Показательные образцы испанского фобурдона (как в строгой моноритмической фактуре, так и орнаментированные) оставил А. де Кабесон, написавший их во всех церковных тонах.
Итало-испанский фобурдон повлиял на становление аккордового чувства, гомофонии, раннебарочной гармонической тональности.